# Diecéze Rēzekne–Aglona
Diecéze Rēzekne–Aglona je diecéze římskokatolické církve nacházející se v Lotyšsku.

## Území
Diecéze zahrnuje východní část Lotyšska tj. historickou zemi Latgalsko.
Biskupským sídlem je město Rēzekne, kde se také nachází hlavní chrám - Katedrála Nejsvětějšího Srdce Ježíšova.
Rozděluje se do 108 farností, a to na 15 679 km². K roku 2017 měla 85 476 věřících, 61 diecézních kněží, 7 řeholních kněží, 7 řeholníků a 26 řeholnic.

## Historie
Diecéze byla založena 2. prosince 1995 bulou Ad aptius consulendum papeže Jana Pavla II., a to z části území arcidiecéze Riga.

## Seznam biskupů
- Jānis Bulis (od 1995)